# Яранка (приток Илети)
Яранка — река в России, протекает в Марий Эл и Татарстане. Устье реки находится в 120 км по правому берегу реки Илети. Длина реки составляет 24 км, площадь водосборного бассейна 93,3 км².

## Течение
Исток реки у деревни Большие Шали в 10 км к юго-западу от посёлка Морки, однако верхняя часть течения реки обозначена на картах как пересохшая, реальный водоток начинается только от деревни Малый Карамас. Большая часть течения реки расположена в Моркинском районе Марий Эл, заключительные три километра течения проходят по Высокогорскому району Татарстана. Река течёт на юго-восток, протекает деревни Малый Карамас и Балдырка, далее входит в ненаселённый лесной массив. Впадает в Илеть северо-западнее села Гарь.

## Данные водного реестра
По данным государственного водного реестра России относится к Верхневолжскому бассейновому округу, водохозяйственный участок реки — Волга от Чебоксарского гидроузла до города Казань, без рек Свияга и Цивиль, речной подбассейн реки — Волга от впадения Оки до Куйбышевского водохранилища (без бассейна Суры). Речной бассейн реки — (Верхняя) Волга до Куйбышевского водохранилища (без бассейна Оки).
Код объекта в государственном водном реестре — 08010400712112100001661.